# Elmehdi Elkourti
Œuvres principales
- Les Cinq Gardiens de la Parole Perdue
- Les Sept Sages de l'Apocalypse
- Défi BAC
-Speed BAC
Elmehdi Elkourti est un auteur marocain de romans policiers et ésotériques. Il est né le 1er mai 1985 à Casablanca, ville qui occupe une place prépondérante dans son œuvre.

## Biographie
Parfois comparé à Dan Brown ou à Umberto Eco pour le style d'écriture, il est le précurseur d’un nouveau genre littéraire au Maroc ; le polar ésotérique. Son premier roman, Les Cinq Gardiens de la parole perdue, a été publié en mars 2013 et devient vite un best-seller. Il figure dans la sélection finale du Prix Grand Atlas 2014.
Son deuxième livre, Les Sept Sages de l'Apocalypse, sort en février 2016. On retrouve les mêmes personnages de son premier roman qui se retrouveront mêlés malgré eux à une histoire qui les dépassent; la fin du monde.
Elmehdi Elkourti s’intéresse à l’histoire, à la cryptographie, aux clefs et aux codes, qui sont un thème récurrent dans ses histoires.
Il participe aussi à un ouvrage collectif, Auteurs à 100 %, qui a pour but de soutenir l'éducation des enfants marocains.
On le voit apparaître en tant que personnage de fiction dans le dernier roman d'espionnage de Guillaume Jobin, La Route d'Anfa.

## Œuvres

### Romans
- Les Cinq Gardiens de la parole perdue, Casa Express Éditions, 2013
- Les Sept Sages de l'Apocalypse, Éditeur de Talents/Éditions Broc-Jaquart, 2016

### Nouvelles
- Le Cantique des mots (Auteurs à 100 %), Éditeur de talents, 2015